# Regadrella phoenix
Regadrella phoenix är en svampdjursart som beskrevs av Schmidt 1880. Regadrella phoenix ingår i släktet Regadrella och familjen Euplectellidae. Inga underarter finns listade i Catalogue of Life.